# Hertog van Windsor

Wapen van de hertog van Windsor

Hertog van Windsor (Engels: Duke of Windsor) is een Britse adellijke titel. 
De titel hertog van Windsor werd gecreëerd in 1936 door George VI voor zijn broer, de kort daarvoor afgetreden koning Edward VIII. De titel ontleent zijn naam aan Windsor Castle en aan de familienaam Windsor van het Britse koninklijk huis. Bij het huwelijk van Edward met Wallis Simpson kreeg zij de titel Hertogin van Windsor. 
Na het kinderloos overlijden van de hertog in 1972 verviel de titel weer aan de kroon. Wallis Simpson hield haar titel als Hertogin tot haar overlijden in 1986.